# 石狩沼田幌新棕熊襲擊事件
石狩沼田幌新棕熊襲擊事件是 1923 年 8 月 21 日深夜至 8 月 24 日在北海道雨龙郡沼田町幌新地区发生的熊袭击事件，是日本历史上第二嚴重的熊襲擊事件。 一頭棕熊袭击了一個開墾者家庭和一名猎人，造成四人死亡，四人重伤。

## 事件經過
事發地點石狩沼田町的幌新地區，位於留萌本线惠比寿站东北方向约4至8公里處。地名「幌新」源于雨龍川的支流「幌新太刀別川」的前半部名稱。幌新太刀別川的名稱則是源於阿伊努語的「ポロ・ニタッ・ペツ」，意為「流經濕地的大河」。

### 8月22日
1923年8月21日，沼田町惠比島地區舉辦了太子講（聖德太子信仰的節日）。由於新拓墾的地方少有娱乐活动，祭典吸引了附近村莊的許多人為了觀看餘興節目中的浪花節和戲劇而蜂擁前來。

#### 第一次攻击
熱鬧的祭典在晚上11點半左右结束，從幌新地區支線之澤與和本通筋等處前來参加祭典的人們，沿着山路連夜趕回家。

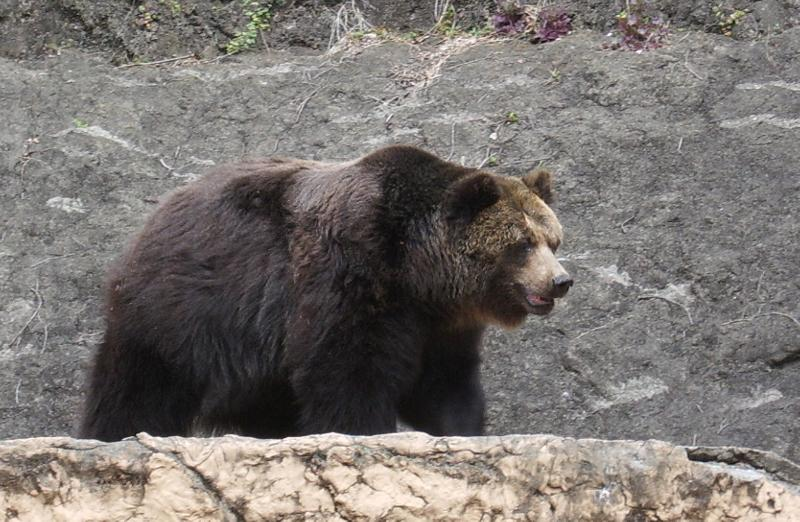
与袭击受害者的棕熊同種的熊

這群人經過幌新本通溪谷時，林謙三郎（19歲） 走到人群後方约 50 米處方便，突然遭到一頭巨大棕熊從背後襲擊。 
他全力挣扎，腰帶和和服都被撕破了，終於逃脱。他毫不畏懼地向走在前面的人們发發出警告。但同時棕熊已經繞到前面，一擊就殺死了走在隊伍最前面的村田幸次郎（13歲）。根據親身經歷襲擊的哥哥与四郎（15歲）的證詞，棕熊殺死弟弟後，又從背後襲擊了他們的母親村田ウメ（55歲） 。与四郎劃亮一根火柴，在黑暗中看到了熊的臉。這時熊向他撲來， 使得与四郎的內臟嚴重受創。接著熊從幸次郎的腹部開始啃食。

#### 黑暗中的念佛
陷入恐懼和恐慌的人們逃到約300公尺外，持地乙松家的木造平房農舍。大家躲進屋頂下方與櫥櫃，並將大量樺樹皮投入火爐，加大火力，準備與棕熊搏鬥。 
大約30分鐘後，棕熊出現了，牠一邊啃食著幸次郎的內臟，一邊窺視著持地家的玻璃窗。屋主家人投擲座墊和竹簍來驅趕牠，棕熊轉向玄關試圖闖入。村田兄弟的父親村田三太郎（58歲）拼命從屋內頂住門，不讓棕熊進入，然而棕熊卻連同三太郎一同將門推倒，闖進了屋內。 三太郎情急之下拿起鏟子迎擊，卻被擊倒在地，身受重傷。
棕熊毫無畏懼地踩熄了地爐中的熊熊火焰，然後叼起在房間角落裡嚇得發抖的母親村田ウメ（55歲），轉身就要離開。三太郎顧不得自己身負重傷，半瘋狂地用鏟子毆打棕熊，但棕熊毫不在意，將ウメ拖向對面的山中。 
ウメ求救的「好可怕」、「好痛」的尖叫聲響起了兩三回，隨後便是微弱的念佛聲，斷斷續續地重複著，漸漸遠去，最終消散在夜風中。與四郎的口述證詞：「（棕熊）開始吃（母親）了。聽到了喀哩、喀哩的聲音。（母親的）聲音聽不到了。（我）努力卻發不出聲音（想要對母親喊叫），但吸進嘴裡的氣卻從（裂開的）側面腹部流了出去。只能發出咕嗚、咕嗚的聲音，痛苦不堪。」與四郎傷勢極重，當地醫生判斷難逃一死，但他被送往札幌的醫院，奇蹟般地保住了一命。
在妻子被熊叼走後，三太郎和其他避難的村民們身心痛苦又焦躁不安。然而他們都是農民，沒有槍枝，只能躲在屋內保護自己，別無他法。
大家在絕望的情緒中迎接了清晨。此時，一名不知情的村民偶然經過持地家，屋內的人們大聲呼救，確認棕熊已經離開後，才走出屋外。
他們在附近的灌木叢中發現了ウメ的遺體，她的下半身已被吃光。

### 8月23日

#### 消失在山中的猎人
22日，慘劇就已傳遍了沼田町全境。
23日，包括以獵熊聞名的砂澤友太郎在內，來自雨龍村（现雨龍町）伏古部落的三名阿伊努猎人趕來支援。
其中一人，長江政太郎（56歲），聽到兇惡棕熊的事後非常憤慨，表示「如此惡劣的熊，我一定要親手了結牠」，不顧周圍人的勸阻，隻身前往獵殺棕熊。然而，聽到山中傳來數聲槍響以後，就再也沒有他的消息了。

### 8月24日

#### 棕熊的末日
24日，由退伍軍人、消防團、青年團等共計300餘名支援部隊抵達幌新地區。此外，幌新和惠比島聚落中60歲以下的男性全部出動，組成了村子有史以來第一支棕熊討伐隊。 
然而，當隊伍深入山中後不久，肇事棕熊便出現了，隊伍最後方的上野由松（57歲）被一擊斃命。棕熊還導致折笠德治受重傷，並在發出咆哮的同時試圖襲擊另一名討伐隊成員。在一片混亂之中，一名剛退役的軍人開槍命中了熊，隨後槍手們集體射擊，終於擊倒了這隻兇猛的棕熊。
就在現場附近，發現了23日失蹤的長江政太郎的遺體。他的槍枝折斷了，而遺體除了頭部之外，其他部分都已被啃食殆盡。 
棕熊被擊殺時，共造成村田幸次郎、村田ウメ、長江政太郎、上野由松等四人死亡，林謙三郎、村田三太郎、村田与四郎、折笠德治等四人受重伤。 
肇事棕熊身長2米，體重200公斤，為成年雄性。解剖在其胃中發現了一大籃的人骨和尚未消化的人類手指。 

### 事件後續
這隻北海道棕熊的毛皮原先保存在沼田町立幌新小學，但在1967年（昭和42年）幌新小學廢校後，被移往幌新會館，現在則展示於沼田町鄉土資料館。
據說當時受重傷的林謙三郎自此之後再也未曾進入山林。

## 後記
事发地的幌新太刀別川上游，之後陸續開發了浅野煤矿和昭和煤矿。當時負責留萌港貨物運輸的私鐵「留萌鐵道」，開通了以惠比島站為起點的「炭礦線」，於是在群山之中出現了一個人口超过2000人的繁榮煤礦城鎮。然而，隨著1960年代末煤礦關閉，這裡變成了空城，如今已被淹没在沼田水庫的底部。
在21世紀，沼田町已是北海道數一數二的稻米產地，但在明治時代開拓以前，這裡百分之八十的面積為原始森林覆蓋，完全是北海道棕熊的天下。在這樣的環境中，開拓者與北海道棕熊的接觸事故頻繁發生，諸如「北海道棕熊闖入開拓小屋，吃掉剛收成的玉米」、「一晚上吃掉了一反（10公畝）即將收成的玉米」等故事不勝枚舉。
除了「石狩沼田幌新事件」以外，當地還有不少人員傷亡和家畜殺傷事件。 大正2年（1913年），在奔奔地區（現在的更新3地區），一名小學生在上學途中遭到一隻體重200公斤的北海道棕熊襲擊，內臟被完全吃光。同一時期，在安達地區（現在的共成3地區），一名年輕女性在農作時遭到襲擊，身受重傷而瀕臨死亡。
甚至到了昭和30年代，在共成、東予、更新、真布、以及幌新等町內各地，北海道棕熊依然頻繁出沒，對農作物和家畜造成損害。

## 事件原因
據推測，當時從夏日祭典回程的一行人首次遭到北海道棕熊襲擊的地點，埋著一具斃死的馬屍。肇事的棕熊在此之前幾天一直在食用這具屍體，偶然出現的一行人被牠視為「奪走重要食物的敵人」，因此牠進行了攻擊以排除這些敵人。這被認為是事件的起因。

## 脚注
1. ↑  不過，日本歷史學家松浦武四郎的著作《近世蝦夷人物誌》中，記載了一則關於安政初年（1854-1860年）左右，在蝦夷地（現北海道）網走附近出沒的食人熊被制伏的故事。據稱這隻熊造成了五人死亡。
2. ↑  《新編沼田町史》中記載為20人，而在北海道新聞社出版的《棕熊》中則記載為5人。
3. ↑  他後來成為沼田町的町議會議員。人物名統一使用《新編沼田町史》中的名稱。
4. ↑  根據北海道新聞社出版的《棕熊》，據說ウメ因為擔心留在戶外的孩子，所以自己走出了屋外。此外，在倖存者之一村田與四郎現存的口述證詞中，也提到了類似的說法，即母親ウメ為了尋找孩子而走到屋外，在接近房屋時，遭到了熊的襲擊。這裡採用了《新編沼田町史》的記述。
5. ↑  《新編沼田町史》中記載他死於醫院，但實際上他一直活到1986年（昭和61年）。
6. ↑  關於長江政太郎的身世，各資料記載有所不同。根據《新編沼田町史》記載，他是「居住在惠比島聚落的獵人」。然而，北海道新聞社出版的《棕熊》以及砂澤友太郎之妻砂澤クラ所著的自傳《ク　スクッㇷ゚　オルシペ》第317頁則記載他是「居住在雨龍村伏古的愛奴族獵人」。砂澤友太郎是雕刻家砂澤ビッキ的伯父。
7. ↑  1982年發行的《新編沼田町史》採用了該描述。在1993年（平成5年）發行的《增補版 棕熊》中，肇事棕熊的收藏地點被記載為沼田町役場。
8. ↑  根據《新編沼田町史》第250-251頁的記載，事件發生當時的幌新地區分為「一部」、「二部」、「三部」三個行政區。幌新太刀別川的下游是「一部」，支流「支線之澤」流域是「二部」，最上游地區是「三部」。明治後期的記錄顯示，事件相關人士中，持地乙松和村田三太郎居住地為「一部」，折笠德治居住地為「二部」。後來煤礦開發建立市街的淺野地區則屬於「三部」。目前（令和初期），淺野地區（三部）已經沉入1992年（平成4年）建成的沼田水壩水庫湖底；而支線之澤流域的「二部」則沉入1975年（昭和50年）建成的幌新水壩水庫湖底。不過，持地家所在的「一部」，也就是事件的發生地，並沒有沉入湖底。